# Eduardo Espinel
Eduardo Fabián Espinel Porley (ur. 28 czerwca 1972 w Cardonie) – urugwajski piłkarz występujący na pozycji obrońcy, trener piłkarski, od 2025 roku prowadzi honduraską Olimpię.